# Aphis melosae
Aphis melosae är en insektsart som beskrevs av Mier Durante och Ortego 1999. Aphis melosae ingår i släktet Aphis och familjen långrörsbladlöss. Inga underarter finns listade i Catalogue of Life.